# Julius-Amédée Laou
 (mars 2018).
Si vous disposez d'ouvrages ou d'articles de référence ou si vous connaissez des sites web de qualité traitant du thème abordé ici, merci de compléter l'article en donnant les références utiles à sa vérifiabilité et en les liant à la section « Notes et références ».
Julius-Amédée Laou  est un dramaturge, écrivain et réalisateur français, né le 9 février 1950 à Paris 4e arrondissement. Ses parents sont arrivés en France de Martinique au début des années 20 et ne sont jamais retournés dans leur île natale .

## Biographie
Julius-Amédée Laou est le réalisateur de plusieurs courts-métrages, dont Solitaire à Micro Ouvert ,, primé au Festival de Venise en 1984 et de deux longs-métrages : La Vieille Quimboiseuse et le Majordome, et Zouk, Mariage et Ouélélé !!!.
Il est aussi l’auteur d’une trentaine de pièces de théâtre, dont Ne M’Appelez Jamais Nègre, ! en 1982, Folie Ordinaire d’une Fille de Cham , mise en scène par Daniel Mesguich en octobre 1984 au Théâtre de la Bastille à Paris, avec Jenny Alpha, Sylvie Laporte et Catherine Rougelin, puis portée au grand écran par le réalisateur Jean Rouch, grand  fondateur de la  Nouvelle Vague, mouvement cinématographique français de renommée internationale .
J.-A. Laou met en scène quelques-unes de ses pièces dont Sonate en Solitude Majeure ! en 1986 au Théâtre de la Bastille à Paris. Madame Huguette et les Souches au Théâtre de la Tempête de Vincennes, Une Autre Histoire ou le Malentendu  , présentée au Festival d’Avignon 2017.
Le film de Julius-Amédée Laou  Solitaire à Micro Ouvert a remporté le Prix du Court-Métrage à la 41e Mostra de Venise, en 1984, et a également reçu le Prix du M.R.A.P. en 1985 aux 4e Journées Cinématographiques d'Amiens. Ce film a été diffusé deux fois sur ANTENNE 2 (1986 et 1987), ainsi que le Prix de la réalisation et de la meilleure musique au 4e Festival du cinéma Francophone  en 1988. 

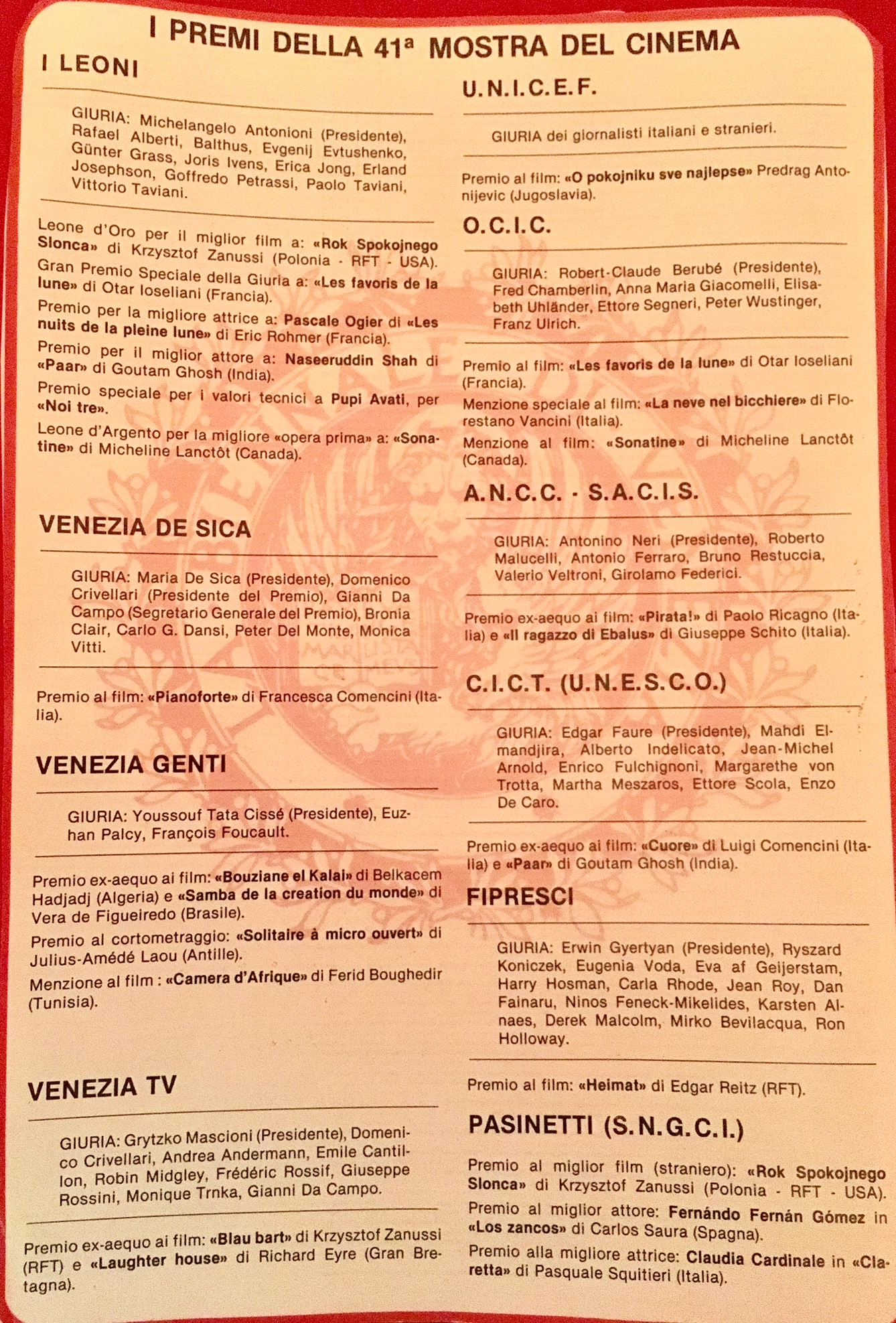
Le film de Julius-Amédée Laou Solitaire à micro ouvert remporte le Prix du meilleur court-métrage à la 41e Mostra de Venise - Festival cinématographique de 1984.

Depuis 1985, J.-A. Laou  a donné de nombreuses conférences et animé de nombreux stages de théâtre, de mise en scène ou de formation de l’acteur, dans le cadre de structures théâtrales françaises et dans des universités américaines telles que Georgetown University (Washington), Howard University (Washington) et à l’invitation de Maryse Condé, à Harvard University, où Mme Condé était professeure en 1996. Ses pièces Folie Ordinaire d’Une Fille de Cham et Une Autre Histoire ou le Malentendu (Another story) seront  jouées au Ubu Repertory Theater de New-York en 1995 et 1997 dans des mises en scène de Françoise Kourilsy. Elles  recevront des critiques très élogieuses dans The New-York Times .
Le spécialiste du théâtre français et professeur à Georgetown University Roger-Daniel Bensky consacre un chapitre de son ouvrage sur le théâtre français Le masque foudroyé  à L'œuvre de Julius-Amédée Laou.  
De septembre 1985 à juin 1991, J.-A. Laou a dirigé et animé le cours d’art dramatique L’Atelier de l’acteur de Julius-Amédée Laou, rue de la Roquette à Paris. 
J-A. Laou  a été membre de jury dans de nombreux festivals de films en France, en Martinique et à l’international, dont ceux de Montréal ,, d’Amsterdam, de Toronto ou de Stockholm. 
Il a également fait des mises en scène d’autres textes que les siens, dont celle de Monsieur Zobel en 1996, une adaptation faite à partir de poèmes de l’écrivain et poète martiniquais Joseph Zobel, avec les comédiens France Zobda, Joby Bernabé et Greg Germain. 
Directeur de la société de production cinématographique de longs-métrages « Les Chamites du 21ème Siècle Productions », J-A. Laou a été membre pendant deux ans (1992-1994) de la Commission d'Aide à l'Écriture Audio-Visuel du C.N.C. (Centre National de la Cinématographie). Il est Sociétaire de la Société des Auteurs et Compositeurs Dramatiques (S.A.C.D.).
Le 28 décembre 2011, la Soirée Julius-Amédée Laou  lui a été consacrée à la Cinémathèque Française de Paris, durant laquelle ont été projetées ses œuvres avec un hommage spécial rendu au comédien Robert Liensol. 
Avec sa compagnie de théâtre « La Cour des poètes » composée de 18 comédiens professionnels, J.-A. Laou ouvre et dirige « Le Petit Théâtre de La Cour des Poètes », un théâtre montpelliérain dont le parrain est Daniel Mesguich. Il y produit et met en scène de nombreuses pièces de William Shakespeare, d’Anton Pavlovitch Tchekhov, d’August Strindberg, de Georges Feydeau, de Tennessee Williams et des pièces de jeunes auteurs français ainsi que quelques-unes de ses pièces.
À l’automne 2023, les films du cinéaste Julius-Amédée Laou ont fait une tournée américaine sous l’intitulé “Julius-Amédée Laou’s Cinéma of Sedition” , grâce au distributeur, programmateur et cinéphile américain, Steve MacFarlane, fan des films de Laou. Tous les films de J.-A. Laou, ainsi que le film de Jean Rouch Folie Ordinaire d’une Fille de Cham,qui est la pièce de théâtre de Laou filmée par Rouch, ont été programmés du vendredi 20 octobre au dimanche 29 octobre 2023, à New York, au Brooklyn Academy of Music, à Philadelphie, au Lightbox Film Center, au Indie Film Festival de Memphis et à Miami, au Coral Gable Art Cinema. J.-A. Laou a animé des discussions avec les publics de ces différents lieux après les projections de ses films.

## Cinéma
Julius-Amédée Laou  est l'auteur et le réalisateur de plusieurs films de fiction dont :
- Solitaire à Micro Ouvert (1984) : Court-métrage de fiction, Prix du court métrage (catégorie Venizia Genti) à la 41e mostra internationale du cinéma de venise (1984). Prix du M.R.A.P aux Journées cinématographiques d'Amiens (1985).

- Mélodies de Brumes à Paris (1985) : Moyen-métrage de fiction avec Greg Germain, présenté aux 4e Journées Cinématographiques d'Amiens. Diffusé deux fois sur Antenne 2 (1986 et 1987). Diffusé 2 fois sur FR3 (1986-1988).

- La Vieille Quimboiseuse et le Majordome[5] (1987) : Long métrage de fiction dont les principaux interprètes sont Jenny Alpha et Robert Liensol. Le film a obtenu le Prix de la réalisation au festival de la francophonie 1987. Distribué en France, le film est resté trois mois en salle à Paris et a été diffusé à trois reprises sur la chaîne de télévision britannique Channel 4.

- Zouk, Mariage et Ouélélé !!! ou « Une Famille très Ordinaire ». Titre anglais : French Wedding, Caribbean Style (2004) : Long métrage cinéma avec : Loulou Boislaville, Ralph Thamar, Nicole Dogué, Ériq Ebouaney, Micheline Dieye, Emil Abossolo-Mbo, Émilie Benoit. Ce film a été présenté dans de nombreux festivals, à Montréal, New York, Los Angeles, Amsterdam, Stockholm, aux sept Parnassiens à Paris. Julius-Amédée Laou étant à chacun de ces festivals membre des jurys, le film n’a jamais pu être présenté en compétition, mais il a néanmoins bénéficié d’une excellente critique dans le prestigieux magazine de cinéma américain Variety [23].

Une soirée spéciale a été consacrée aux courts-métrages de Julius-Amédée Laou, le 14 février 2023, au cinéma SINEMA TRANSTOPIA  de Berlin (Allemagne). Les projections ont été suivies d'un très enrichissant débat entre le public et J.-A. Laou.

## Théâtre
Auteur dramatique, J.-A. Laou a écrit une trentaine de pièces dont :
- Ne m'appelez jamais Nègre ! La première pièce de théâtre a été créée par La Compagnie des Griots d'Aujourd'hui au Théâtre du Forum des Halles (décembre 1982) avec France Zobda, Nicole Dogué, Maka Kotto, Alex Descas, Jean-Michel Martial dans une mise-en-scène de Maka Kotto, cette pièce a été jouée en France, en Hollande, en Suisse, en Belgique et dans plusieurs pays africains de 1982 à 1992.
- Folie Ordinaire d’Une Fille de Cham [24] (Publiée à L'Avant-Scène Théâtre) a été mise en scène par Daniel Mesguich et créée au Théâtre de la Bastille (octobre 1984) avec Jenny Alpha, Sylvie Laporte et Catherine Rougelin. Cette pièce a tourné en France hexagonale, Allemagne, Belgique, Suisse, Martinique, Guadeloupe, Réunion.  Le cinéaste Jean Rouch [25] a filmé la mise en scène théâtrale de Daniel Mesguich de Folie Ordinaire d’Une Fille de Cham, film qu'il a présenté à de nombreux festivals dans le monde et très souvent à la Cinémathèque Française de Paris.  Folie Ordinaire d’Une Fille de Cham a été jouée en anglais à New York au Ubu Repertory Theater  en février 1986, dans une mise-en-scène de Françoise Kourilsky.    - traduite en allemand  Folie Ordinaire d’Une Fille de Cham a  été jouée  en Allemagne dont plusieurs représentations à la 1re  BONNER BIENNALE  de 1992.    -  traduite en suédois Folie Ordinaire d’Une Fille de Cham  a  été jouée en Suède. Plusieurs  diffusions sur la Radio Nationale Suédoise (de 1987 à 1990)

- Sonate en Solitude Majeure (Publiée à l'Avant-Scène Théâtre) a été créée en juin 1986 par La Compagnie des Griots d'Aujourd'hui au Théâtre de la Bastille dans une mise en scène de l'auteur, avec Robert Liensol.

- La fin du rêve du roi Narmer (Publiée aux Editions des Quatre-Vents) a été présentée en lecture-mise-en-espace par la troupe de     Daniel Mesguich à La Métaphore-Théâtre National de Lille, (novembre 1992). Cette pièce a été jouée à Fort-de-France (Martinique) avec France Zobda, Joby Bernabé, Greg Germain, Max Cilla, mise en scène par l’auteur (mars. 1996). Plusieurs troupes françaises ont monté cette pièce.

- Les Trompettes de la Renommée (Publiée aux Editions des Quatre-Vents), traduite en suédois, interprétée et mise en onde par une     troupe suédoise, plusieurs diffusions sur la Radio Nationale Suédoise (1993 et 1994). Cette pièce a été montée par des troupes suédoises.

- Madame Huguette et les Souches (1997), cette pièce a été créée aux Rencontres Théâtrales du Théâtre de la Tempête de Vincennes  avec  Geneviève Mnich dans le rôle principal et Gilles Ikrelef. Elle a été jouée à Paris au Théâtre  Montmartre-Galabru de janvier 1998 à juin 1998 et du 12 novembre au 31 décembre 2002. Présentée au Festival d’Avignon à l’occasion de la 1re édition du Théâtre du Verbe Incarné, de Greg Germain, en juillet 1998, elle y connait un grand succès public. La pièce a été jouée au mois de novembre 1999 à la Georgetown University de Washington (États-Unis) dans une mise-en-scène de Roger D. Bensky. Plusieurs représentations à l’Ambassade de France à Washington D.C. (États-Unis).

- J.-A. Laou a créé la compagnie de théâtre "La Troupe du Feu Sacré", en janvier 2024. Avec cette nouvelle compagnie, il a monté en tant que metteur-en-scène "7 Petites Pièces en 1  Acte, d'Anton Tchékhov". Il a également mis en scène "La Maison de Bernarda Alba" de Federico Garcia Lorca avec les comédiennes de "La Troupe du Feu Sacré. Ces deux spectacles ont fait leurs Premières et ont été joués en mai et en juin 2024 au Théâtre du Carré Rondelet, à Montpellier.

## Littérature
- La Fin du Rêve du Roi Narmer, (Editions des Quatre-Vents), 1992.
- La Vie Extraordinaire d’Ezéchiel Zaccharius, ce roman d’anticipation est une saga familiale. Premier tome d’une trilogie romanesque, (Ed ; Edilivre), 2012
- La Métropole : le Pays des Grands et Beaux Bwanas ou Comment combattre le communautarisme et le ségrégationnisme des Blancs en France , essai pamphlétaire, (Editions B.O.D), juin 2021